# Sakrand

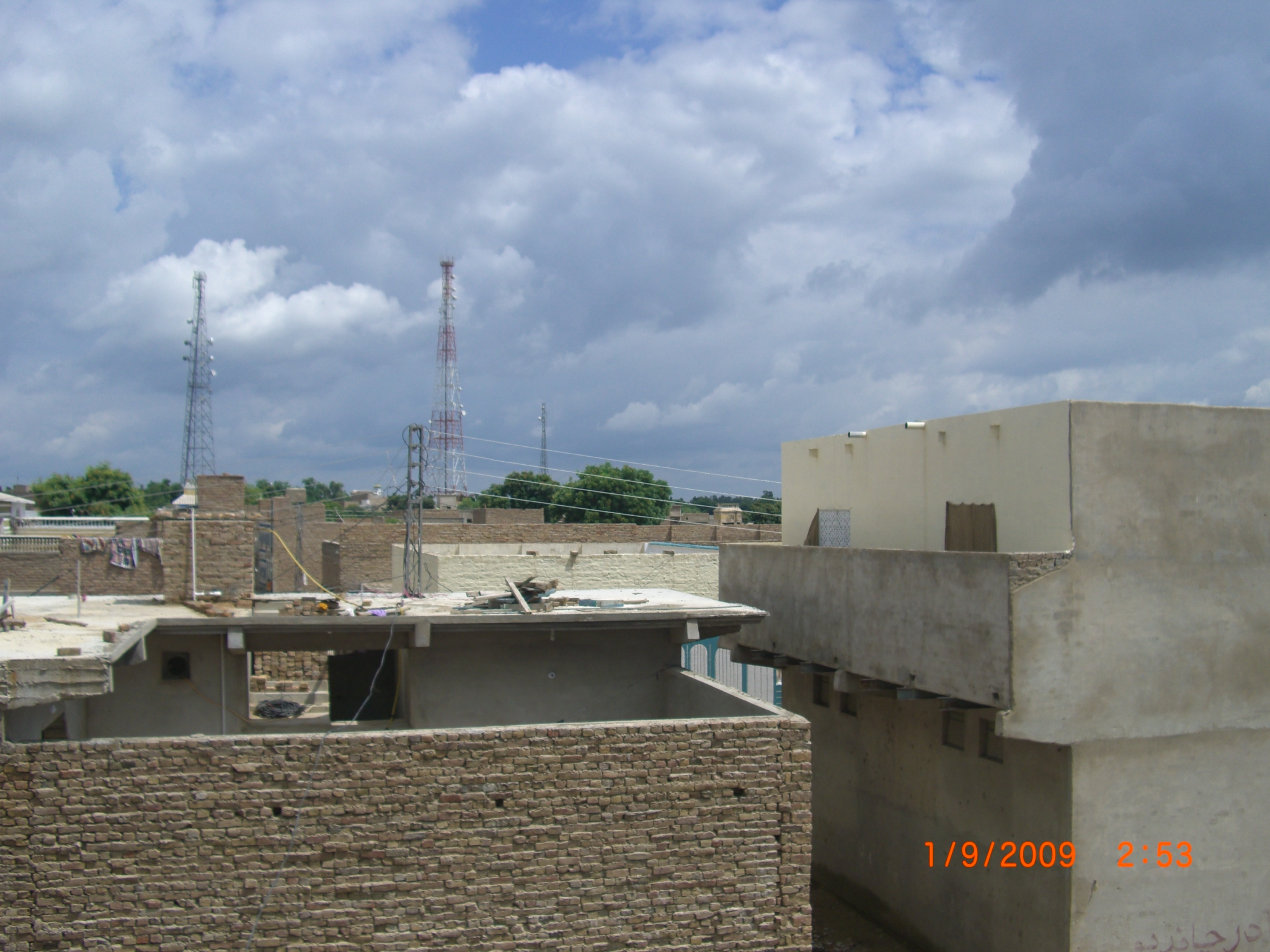

Sakrand (en ourdou : سکرنڈ) est une ville pakistanaise située dans le district de Shaheed Benazirabad, dans le centre de la province du Sind. C'est la deuxième plus grande ville du district, derrière la capitale Nawabshah. Elle est située à moins de vingt kilomètres au sud-ouest de cette ville.
La population de la ville a été multipliée par plus de cinq entre 1972 et 2017, passant de 12 716 habitants à 65 699. Entre 1998 et 2017, la croissance annuelle moyenne s'affiche à 4,8 %, bien supérieure à la moyenne nationale de 2,4 %. Selon le recensement de 2023, la population de la ville monte à 72 040 habitants.
La ville est majoritairement sindie, puisque plus de 85 % des habitants en parlent la langue, tandis que 10 % parlent l'ourdou en tant que langue maternelle.
Essentiellement musulmane, la ville inclut une importante minorité hindoue, comptant plus de 6 000 fidèles, presque 9 % des habitants de la ville.
Le taux d'alphabétisation de la ville s'élève à 67 % en 2023 (contre une moyenne nationale de 61 %), dont 73 % pour les hommes et 59 % pour les femmes.
|            | 1972 (rec.) | 1981 (rec.) | 1998 (rec.) | 2017 (rec.) | 2023 (rec.) |
| ---------- | ----------- | ----------- | ----------- | ----------- | ----------- |
| Population | 12 716      | 16 452      | 27 056      | 65 699      | 72 040      |